# Pius Fink (Ingenieur)
Pius Fink (* 3. März 1832 in Sulzberg (Vorarlberg); † 16. September 1874 in Wien) war ein österreichischer Lokomotivkonstrukteur.
Pius Fink stand ab 1859 im Dienst der Lokomotivfabrik der StEG. Dort entwarf er eine Stütztenderlokomotive, bei der die Achsen des Tenders über eine Blindwelle ebenfalls angetrieben wurden. Drei dieser Lokomotiven, die Steyerdorf, die Krahsova und die Gerliste wurden ab 1863 von der Österreichisch-Ungarischen Staatseisenbahn-Gesellschaft eingesetzt. Der Bauart war jedoch kein dauernder Erfolg zuteilgeworden. 
Darüber hinaus entwickelte Fink eine Regelung für Wasserturbinen, die Fink-Regelung.
Finks Buch „Konstruktion der Maschinenteile“ (1859) galt als Standardwerk des Maschinenbaus und hat bis heute seine Bedeutung behalten.